# (36036) Bonucci
(36036) Bonucci es un asteroide perteneciente al cinturón de asteroides, región del sistema solar que se encuentra entre las órbitas de Marte y Júpiter.
Fue descubierto el 8 de agosto de 1999 por el equipo del Observatorio de Saji desde en Saji, en el distrito de Jazu, Tottori, Japón.

## Designación y nombre
Designado provisionalmente como 1999 PQ1. Fue nombrado por Arturo Bonucci (1954-2002) quien fue uno de los más destacados violonchelistas italianos, además de un hábil astrofotógrafo aficionado. En 2001, ofreció un concierto en el Saji Astro Park.

## Características orbitales
Bonucci está situado a una distancia media del Sol de 2,949 ua, pudiendo alejarse hasta 3,098 ua y acercarse hasta 2,799 ua. Su excentricidad es 0,051 y la inclinación orbital 2,020 grados. Emplea 1849,68 días en completar una órbita alrededor del Sol.
Los próximos acercamientos a la órbita de Júpiter ocurrirán el 29 de enero de 2072, el 26 de junio de 2107 y el 25 de noviembre de 2142.
Pertenece a la familia de asteroides de (158) Koronis.

## Características físicas
La magnitud absoluta de Bonucci es 14,98.